# Mary Poppins
Mary Poppins és una pel·lícula musical estatunidenca de 1964, dirigida per Robert Stevenson i produïda per Walt Disney, amb cançons dels germans Sherman. La pel·lícula barreja actors reals amb seqüències animades. El guió és de Bill Walsh i Don DaGradi, basat lliurement en la sèrie de llibres del mateix nom escrits per l'escriptora P. L. Travers. És protagonitzada per Julie Andrews, Dick Van Dyke, David Tomlinson, i Glynis Johns. S'ha doblat al català.

## Argument
Mary Poppins és una jove mainadera molt dolça i il·lusionadora, la que tots els nens somien tenir: és perfecta. Jane i Michael són dos nens que viuen a Londres a principis del segle xx i necessiten una mainadera. La seva mare és una lluitadora pels drets de les dones i en reivindica insistentment el dret al sufragi. El pare treballa en un banc i és un home seriós que sempre toca de peus a terra; escriu un anunci per a cercar mainadera i, paral·lelament, els nens també fan el mateix. Un dia, Mary Poppins vola amb el seu paraigua quan, de sobte, topa amb l'anunci perdut de la Jane i en Michael. Una pila de mainaderes s'assabenten de la plaça vacant per l'anunci del pare i aspiren al lloc ofert, però només ella hi arriba, guiada per l'anunci dels vailets, i acaba aconseguint el lloc. Tot i les reticències del pare davant les extravagàncies de Poppins, els nens viuran un veritable conte de fades al seu costat, car ella resol tots els problemes com si fos un joc i, acompanyats del seu amic Bert, s'introduiran en un quadre i viuran una tranquil·la tarda de diumenge, faran un berenar rialler al sostre i saltaran per les teulades de la ciutat. Gràcies a Mary Poppins, el seriós pare dels nois comprendrà que no ha estat un bon pare per als seus fills, perquè li requereixen més atenció i afecte, i incrementarà els jocs i l'apropament cap a ells. Mary Poppins assoleix de nou el seu propòsit, fer feliç una família, però, com totes les històries, té un final; i una de les condicions de la Mary és que se n'ha d'anar així que el vent canviï, i així ho fa.

## Innovació del croma taronja
Malgrat ser una pel·lícula dels anys 1960, els efectes visuals de Mary Poppins estaven al nivell de les millors produccions d'aquella època. La pel·lícula va comptar amb diversos professionals de la indústria, molts dels quals van decidir innovar en diversos aspectes i van decidir sortir-se de la norma per a revolucionar la manera de gravar cinema.
Des de 1940 es feia servir el fons blau per fer els efectes d'incrustació per croma, ja que resultava un color fàcil d'extreure, però continuava sent costós per algunes produccions, per la qual cosa es va decidir portar a la indústria una tècnica innovadora per al moment.
La tècnica es diu “procés de vapor de sodi” i va ser inventada per Petro Vlahos, qui va voler revolucionar la tècnica d'incrustació de croma. Va començar buscant un color que es pogués aïllar de la resta, i va descobrir que la llum que emetia el vapor de sodi es podia aïllar molt fàcilment perquè estava en una zona de l'espectre lluminós molt concreta. Aquesta franja de llum se separa de la resta de colors gràcies a un prisma, el qual divideix l'espectre de llum, de manera que aconsegueix que, d'una banda, del prisma només es dirigeixi la llum taronja.
Aquest prisma va sortir de la mà de l'empresa de Technicolor, la qual en 1930 va començar a utilitzar un model de càmera que tenia un prisma que permetia registrar fins a 3 negatius (per a cadascun dels colors primaris). Aquest model de càmera es va quedar obsolet al cap de poc, ja que en 1952 Kodak va inventar el negatiu a color, la qual cosa feia que el cost d'usar un únic negatiu, enfront dels 3 que necessitava la cambra de Tecnicolor, fora més econòmic.
Arran del desús de les cambres de Technicolor, Vlahos va decidir adquirir-les (puix el seu cost va reduir notablement) i les va modificar de tal manera que en el prisma només es reflectia en dos negatius, i mitjançant modificacions químiques i tècniques va aconseguir donar-li un tractament al prisma perquè recollís en un negatiu tots els colors menys la llum que emetien els llums de vapor de sodi, la qual quedava guardada en l'altre negatiu.
Una vegada Vlahos va patentar el model de càmera, Disney es va interessar i el va adquirir per 700$ (amb la inflació actual, el cost és inferior a 7.000$), amb el que es va poder gravar la pel·lícula de Mary Poppins i diverses produccions posteriors.
Malgrat que la càmera de Vlahos va resultar un invent econòmic i amb bastants bons resultats, tenia una complicació; els actors s'havien d'allunyar considerablement del fons, la qual cosa limitava l'estil de preses que es podien gravar, ja que resultava complicat muntar alguns plans, com aquells en els quals es veien als actors de cos sencer, pel fet que el sòl no podia il·luminar-se amb la llum del vapor de sodi, perquè il·luminaven també les cames dels actors i, en conseqüència, la llum de les cames aniria al costat de l'espectre no desitjat (el de la llum de vapor de sodi).
Malgrat que la tecnologia estava patentada i adquirida per Disney, mai es va aconseguir replicar la creació de Petro Vlahos, per la qual cosa l'invent que ell va crear en la càmera de Technicolor es va convertir en l'única dins la indústria capaç de dividir la llum del vapor de sodi de la resta.

## Repartiment
Mary Poppins va ser doblada al català a l'Estudi 103 Todd-ao Estudios, traduïda per Teresa Vallverdú.
| Veu en anglès     | Veu en català     | Personatge           |
| ----------------- | ----------------- | -------------------- |
| Julie Andrews     | Rosa Guiñón       | Mary Poppins         |
| Dick Van Dyke     | Jordi Royo        | Bert / Sr. Dawes Sr. |
| David Tomlinson   | Claudi García     | George W. Banks      |
| Glynis Johns      | Maifé Gil         | Winifred Banks       |
| Hermione Baddeley | Rosa Pastó        | Ellen                |
| Reta Shaw         | Rosa Maria Pizà   | Srta. Brill          |
| Karen Dotrice     | Carla López       | Jane Banks           |
| Matthew Garber    | Elisabet Bargalló | Michael Banks        |
| Elsa Lanchester   | Marta Padovan     | Katie                |
| Arthur Treacher   | Jaume Lleal       | Agutzil Jones        |
| Reginald Owen     | Adrià Frias       | Almirall Boom        |
| Ed Wynn           | Ramon Puig        | Oncle Albert         |
| Jane Darwell      | Rosa Maria Pizà   | Dona dels ocells     |
| Arthur Malet      | Ferran Llavina    | Sr. Dawes Jr.        |
| Don Barclay       | Jaume Lleal       | Sr. Bitàcola         |
| James MacDonald   | Gal Soler         | Reporter             |
| Dal McKennon      | Toni Moreno       | Guineu               |
| J. Pat O'Malley   | Ignasi Abadal     | Genet                |

## Premis i nominacions
La pel·lícula va rebre vuit nominacions a l'Oscar i en va guanyar cinc.
Premis:
- Oscar a la millor actriu per a Julie Andrews
- Oscar al millor muntatge per a Cotton Warburton
- Oscar a la millor banda sonora per a Richard M. Sherman i Robert B. Sherman
- Oscar a la millor cançó original, per Chim Chim Cher-ee, per a Richard M. Sherman i Robert B. Sherman
- Oscar als millors efectes visuals per a Peter Ellenshaw, Eustace Lycett i Hamilton Luske

Nominacions:
- Oscar a la millor direcció artística per a Carroll Clark, William H. Tuntke, Emile Kuri i Hal Gausman
- Oscar a la millor fotografia per a Edward Colman
- Oscar al millor vestuari per a Tony Walton
- Oscar al millor director per a Robert Stevenson
- Oscar a la millor adaptació de banda sonora per a Irwin Kostal
- Oscar a la millor pel·lícula per a Walt Disney i Bill Walsh
- Oscar al millor so per a Robert O. Cook
- Oscar al millor guió adaptat per a Don DaGradi i Bill Walsh

## Galeria fotogràfica

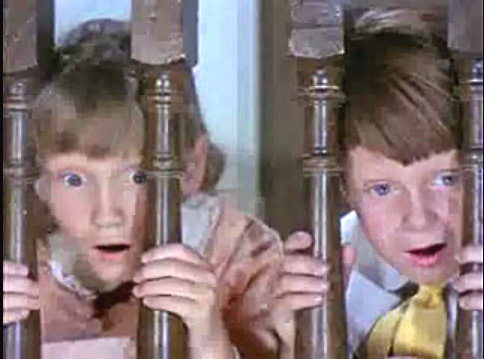
Els nens Banks
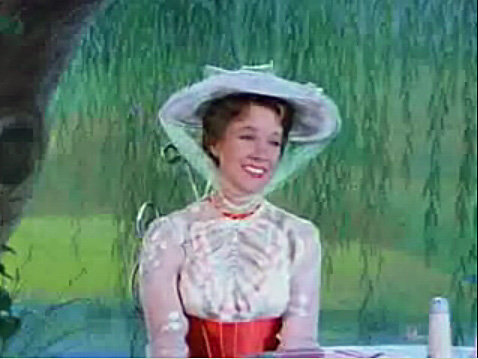
Julie Andrews com Mary Poppins
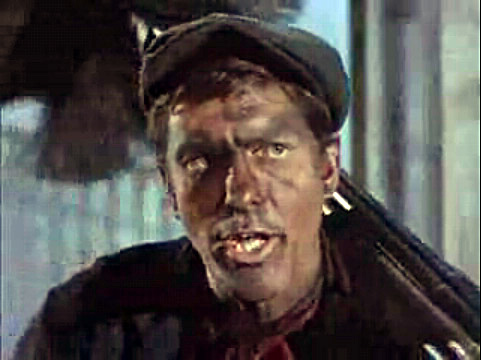
Dick Van Dyke com en Bert
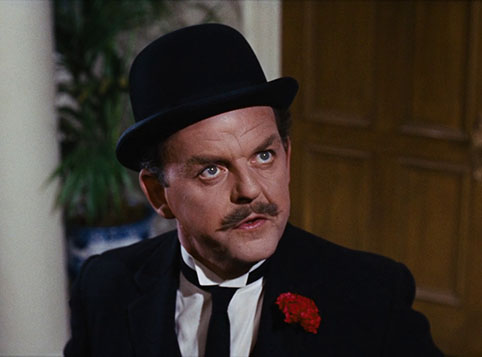
David Tomlinson com el Sr. Banks